# Trio à cordes de Schmitt
Pour les articles homonymes, voir Trio à cordes (homonymie).
Le Trio à cordes en mi mineur opus 105 est un trio de Florent Schmitt. Composé en 1944, il fut créé le 6 février 1946 par le Trio Pasquier à la Société nationale de musique.

## Analyse de l'œuvre
1. Animé sans excès
2. Alerte sans exagération (à 
 en ré majeur)
3. Lent (en sol mineur)
4. À l'allure d'une danse animée (en mi majeur)

- Durée d'exécution: trente cinq minutes